# Adansi nord
Le District d'Adansi nord est connu pour contenir l'une des plus grandes réserves d'or du Ghana et est, de ce fait, le siège de la principale société anglo-ghanéenne de prospection du Ghana : Anglogold Ashanti Company's.
Par les revenus de l'or, le District a pu établir des hôpitaux modernes ainsi que des écoles.